# Hamilton (Texas)
Hamilton é uma cidade localizada no estado norte-americano do Texas, no Condado de Hamilton.

## Demografia
Segundo o censo norte-americano de 2000, a sua população era de 2977 habitantes.
Em 2006, foi estimada uma população de 2946, um decréscimo de 31 (-1.0%).

## Geografia
De acordo com o United States Census Bureau tem uma área de
7,4 km², dos quais 7,3 km² cobertos por terra e 0,1 km² cobertos por água.

## Localidades na vizinhança
O diagrama seguinte representa as localidades num raio de 36 km ao redor de Hamilton.